# Amami (musikalbum)
Amami är det tredje studioalbumet av den italienska sångaren Arisa. Det gavs ut den 15 februari 2012 och innehåller 11 låtar.

## Låtlista
| Nr  | Titel                       | Längd |
| --- | --------------------------- | ----- |
| 1.  | Amami                       | 3:55  |
| 2.  | Il tempo che verrà          | 3:30  |
| 3.  | La Notte                    | 3:55  |
| 4.  | L'amore È Un'altra Cosa     | 3:43  |
| 5.  | Ci Sei E Se Non Ci Sei      | 3:57  |
| 6.  | Democrazia                  | 2:30  |
| 7.  | Bene Se Ti Sta Bene         | 3:25  |
| 8.  | Poi Però                    | 3:21  |
| 9.  | Si Vola                     | 3:51  |
| 10. | Nel Regno Di Chissà Che C'è | 2:44  |
| 11. | Missiva D'amore             | 3:06  |

## Listplaceringar
| Lista   | Topplacering |
| ------- | ------------ |
| Italien | 6            |